# SDK-51

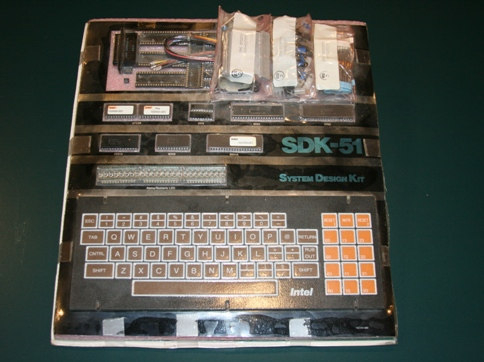
Intel SDK-51

Das Intel SDK-51 (MCS-51 System Design Kit) ist ein Single-Board-Mikrocomputer und Entwicklungssystem auf Basis des Intel MCS-51 (8051 Single-Chip Mikrocomputer). Das System wurde ab 1981 produziert.
Mit dem Bausatz werden Programme in MCS-51-Assemblersprache eingegeben, in MCS-51-Objektcode übersetzt und unter Kontrolle des Systems ausgeführt.
Das SDK-51 verwendet die externe ROM-lose Version des 8051, den 8031. Es wird mit einer Versorgungsspannung von 5 V und 12 V betrieben und mit 12 MHz getaktet. Es besitzt 1 KB RAM (2114) und 8 KB ROM (2 × 2732), die auf bis zu 16 KB RAM und 16 KB ROM erweitert werden können. Das Betriebssystem wie auch der eingebaute Assembler sind im ROM vorhanden. Zur Eingabe steht eine Folientastatur mit 51 Tasten sowie 12 Befehlstasten (3 × 4-Matrix) zur Verfügung. Die Ausgabe erfolgt über eine Zeile mit 24 alphanumerischen LED-Anzeigen. Vorhanden sind eine parallele Schnittstelle mit 22 Leitungen (TTL-kompatibel) sowie eine serielle Schnittstelle bis zu 4800 Baud. Hierzu wurden der 8041/8741, der 8243 und der 8251 als Peripheriebausteine verwendet.
Es unterstützt optional Speicher- und Interface-Konfigurationen:
- ein serielles RS-232-kompatibles Druckerterminal
- Anschlussmöglichkeit zur Speicherung auf einer Audiokassette
- EPROM-Programmspeicher
- Upload- und Download-Funktion für das Intellec-Entwicklungssystem.